# Грансдорф
Грансдорф (њем. Gransdorf) општина је у њемачкој савезној држави Рајна-Палатинат. Једно је од 235 општинских средишта округа Ајфелкрајс Битбург-Прим. Према процјени из 2010. у општини је живјело 308 становника. Посједује регионалну шифру (AGS) 7232228.

## Географски и демографски подаци
Грансдорф се налази у савезној држави Рајна-Палатинат у округу Ајфелкрајс Битбург-Прим. Општина се налази на надморској висини од 340 метара. Површина општине износи 7,1 km². У самом мјесту је, према процјени из 2010. године, живјело 308 становника. Просјечна густина становништва износи 44 становника/km².